# Edmond Tapsoba
Edmond Fayçal Tapsoba (* 2. Februar 1999 in Ouagadougou) ist ein burkinischer Fußballspieler. Nach dem Ende seiner Jugendzeit 2018 wechselte er innerhalb Portugals zu Vitória Guimarães. Er steht seit Januar 2020 beim deutschen Bundesligisten Bayer 04 Leverkusen unter Vertrag. Seit 2017 spielt er dazu für die A-Nationalmannschaft seines Landes.

## Karriere

### Verein
Tapsoba wuchs in ärmlichen Verhältnissen in der burkinischen Hauptstadt Ouagadougou auf und begann bereits in seiner frühen Kindheit mit dem Fußballspielen im Ortsteil Karpala im Südosten der Stadt. Der örtliche Salitas FC war dann sein erster Verein, in dessen Jugendakademie er sechs Jahre lang ausgebildet wurde und seine jeweiligen Mannschaften auch als Kapitän anführte. Daneben spielte er schon als Minderjähriger in der dritten und zweiten burkinischen Liga mit dem Verein im Herrenbereich, wohnte im vereinseigenen Jugendinternat – das durch den Fußballnationalspieler Boureima Maïga gegründet worden war – und verdiente bereits Geld für seine Familie. 2017 ging der Afrikaner, der bereits A-Nationalspieler Burkina Fasos war, dann den Schritt ins Ausland; dabei war für ihn ursprünglich ein Wechsel nach Belgien zum Erstligisten KRC Genk vorgesehen. Da der Verein aber schließlich keinen Platz im Kader für ihn gesehen habe, scheiterte der Transfer. So wechselte Tapsoba nach Portugal in die Jugend des Leixões SC, für den er sieben Monate aktiv war. Der Wechsel kam auch dank der Kontakte des Präsidenten des Salitas FC zustande.
Ende Januar 2018 zog Tapsoba innerhalb des Landes in die U19 von Vitória Guimarães weiter, für die er bis Mitte des Jahres spielte. Im Anschluss an seine Jugendzeit übernahm der Verein ihn in die zweite Mannschaft, die in der zweitklassigen Segunda Liga spielte. Dort hatte Tapsoba bereits in der Zeit nach seinem Wechsel in die A-Jugend zweimal im Kader gestanden, war aber nicht zum Einsatz gekommen. In der nun begonnenen Saison 2018/19 gab der Abwehrspieler sein Debüt im Herrenbereich, als er am ersten Spieltag bei der 0:1-Heimniederlage gegen den CD Cova da Piedade in der Startaufstellung stand und über die gesamte Partie eingesetzt wurde. Der Burkiner erarbeitete sich direkt zu Beginn der Saison einen Stammplatz und wurde nur in 4 von 34 Spielen nicht eingesetzt. Obwohl er als Innenverteidiger mit sieben erzielten Toren der zweiterfolgreichste Schütze des Vereins am Saisonende wurde, konnte dies den Abstieg in die Drittklassigkeit nicht verhindern; Vitória Guimarães B beendete die Saison als Tabellenletzter.
Nach dem Abstieg der Zweitmannschaft und mit Beginn der Saison 2019/20 rückte Tapsoba in den Kader der ersten Mannschaft auf. Für diese hatte er in der Vorsaison bereits zweimal im Spieltagskader gestanden und war dabei ohne Einsatz geblieben. Erneut gelang es ihm, sich zu Saisonbeginn einen Stammplatz zu erspielen. Schon im ersten Spiel beim 1:1 gegen Boavista Porto spielte er von Beginn an und bereitete in der 16. Spielminute den Führungstreffer seiner Mannschaft durch Davidson vor. In seinem nächsten Spiel gegen den FC Porto beging der Verteidiger bereits in der ersten Spielminute eine Notbremse und wurde mit einer roten Karte des Feldes verwiesen. Das Spiel beendete Vitória Guimarães nach einem weiteren Platzverweis zu neunt und verlor 0:3; Tapsoba wurde für eine Partie gesperrt. Auch nach der Sperre verteidigte der Afrikaner seinen Stammplatz und zeigte sich erneut torgefährlich. Bis zum Januar 2020 spielte er insgesamt in 32 Partien und erreichte zehn Scorerpunkte (neun Tore, eine Vorlage).
Am 31. Januar 2020 wechselte Tapsoba nach Deutschland in die Bundesliga zu Bayer 04 Leverkusen, wobei unter anderem Klubs aus der englischen Premier League ihr Interesse bekundet haben sollen. Er erhielt einen Vertrag über fünfeinhalb Jahre bis zum 30. Juni 2025. Zu seinem Debüt für die Werkself kam er im dritten möglichen Spiel nach seinem Wechsel; am 8. Februar beim 4:3-Sieg über Borussia Dortmund stand Tapsoba in der Startelf und wurde über die gesamte Partie in der BayArena eingesetzt. Wie in den Mannschaften zuvor erreichte Tapsoba auch in Leverkusen unmittelbar einen Stammplatz in der Abwehr. Wie er es bereits aus Guimarães gewohnt war, stand er auch in Leverkusens dominantem Spielsystem als Teil einer Dreier-, Vierer- oder Fünferkette hoch in der eigenen Hälfte. Nach acht weiteren Partien kam es im März aufgrund der weltweiten COVID-19-Pandemie sowie ihrer individuellen Situation in Deutschland zum Erliegen des professionellen Fußballs national wie international. Kurz nach Beginn der Unterbrechung äußerte sein Cheftrainer Peter Bosz in einem Gespräch mit der niederländischen Tageszeitung AD, dass Tapsoba sowie vier andere Spieler im Kader eine Stammplatzgarantie hätten, wenn die Saison fortgesetzt werde. Nach dem „Restart“ hielt der Trainer sein Wort und beließ den Spieler als rechten Innenverteidiger neben Sven Bender und Aleksandar Dragović im Defensivverbund. Als Tabellenfünfter konnte sich Bayer im Frühjahr 2020 schließlich für die Gruppenphase der Europa League qualifizieren. Im Anschluss an die Spielzeit lobte die Fachpresse die hohe Passgenauigkeit des Spielers, seine Rolle als „verteidigender Spielmacher“ sowie seine Schnelligkeit. Laut dem Kicker zählt seine Ruhe in Drucksituationen ebenso zu Tapsobas Stärken wie das Schlagen präziser Flanken.
Am 21. Februar 2021 erzielte Tapsoba im Auswärtspartie beim FC Augsburg mit der letzten Spielaktion sein erstes Bundesliga-Tor für die Leverkusener. Das Spiel endete 1:1.

### Nationalmannschaft
Tapsoba kam im August 2016 zu seinem Debüt in der A-Nationalmannschaft Burkina Fasos im Freundschaftsspiel gegen Usbekistan. Anschließend spielte er in den Qualifikationsspielen für den Afrika-Cup 2017, bei dem die Burkiner bis ins Halbfinale gelangten und das Turnier als Drittplatzierte beendeten, sowie die WM 2018 keine Rolle. Erst im Mai 2017 kam er wieder in zwei Partien zum Einsatz. Im Anschluss verpasste Tapsoba über zwei Jahre alle Spiele der Auswahl, lediglich für zwei Spiele im Frühjahr und Herbst 2018 erhielt er eine Nominierung für den Kader der Nationalmannschaft. Erst nach seinem Aufstieg in die erste portugiesische Liga erfuhr er eine regelmäßige Berücksichtigung. So ist er seit Juni 2019 Stammspieler der Auswahl. Von November 2019 bis März 2021 befand sich der Verteidiger mit dem Team in der Qualifikationsphase für den Afrika-Cup 2022, für den sie sich ungeschlagen qualifizieren konnte. Tapsoba fand Einzug in den Turnierkader von Nationaltrainer Kamou Malo und war in der Innenverteidigung gesetzt. Die Burkiner drangen zum vierten Mal in ihrer Geschichte bis ins Halbfinale des Wettbewerbes vor, in dem man am späteren Turniersieger Senegal scheiterte. Im Spiel um Platz drei unterlag Burkina Faso abermals und im Elfmeterschießen gegen Kamerun. Tapsoba spielte in sechs von sieben möglichen Turnierpartien, dabei stets über die gesamte Spieldistanz.

## Titel
- Deutscher Meister: 2024 (Bayer 04 Leverkusen)
- Deutscher Pokalsieger: 2024 (Bayer 04 Leverkusen)
- Deutscher Supercupsieger: 2024 (Bayer 04 Leverkusen)

## Persönliches
Tapsoba kam im Februar 1999 in der burkinischen Hauptstadt Ouagadougou zur Welt. Er ist das dritte von fünf Kindern eines Chauffeurs und einer Ladenbesitzerin, dabei hat er zwei ältere Schwestern und zwei jüngere Brüder. Er besuchte eine weiterführende Schule, die er ohne Abschluss verließ. Anschließend arbeitete er im Betrieb eines Mechanikers. Neben seiner Muttersprache Mòoré spricht er ebenfalls Französisch, Englisch und Portugiesisch sowie verfügt über Grundkenntnisse im Spanischen und Deutschen. Nach seinem Wechsel zu Bayer 04 Leverkusen bezog er eine Wohnung im Kölner Stadtteil Weiden. Er wird im Rahmen seiner sportlichen Tätigkeit von dem ehemaligen portugiesischen Fußballnationalspieler Deco beraten.